# OWL
Web Ontology Language（OWL）はインターネット上に存在するオントロジーを用いてデータ交換を行うためのデータ記述言語。OWLはRDFの語彙拡張であり、DAML+OILに由来している。OWLはRDFなどの他の構成要素とともにセマンティック・ウェブのツール群として位置づけられる。
現在、OWLはOWL Lite、OWL DL、OWL Fullの3つの記法がある。この3つはそれぞれ特徴があり、OWL Lite、OWL DL、OWL Fullの順で平易になっている。
OWL DLは記述論理{\displaystyle {\mathcal {SHOIN}}(D)}に基づいている。その部分集合であるOWL Liteはより表現力の小さい論理{\displaystyle {\mathcal {SHIF}}(D)}に基づいている。

## 名前の由来
正式名称は「Web ontology language」（日本語記述ウェブオントロジー言語）である。略称（頭字語）がOWLである。正式名称の頭文字を語順どおりに綴った「WOL」ではなく「OWL」を略称としたのは、OWLが誕生した時点で「WOL」がデータ工学の分野の言語の名前として既に使われていたためである。また、童話「クマのプーさん」に登場するフクロウ Owlが自分の名前を「WOL」と書くことに（逆の形で）ちなんだためである。